# Efecte McGurk
L'efecte McGurk és un fenomen perceptiu que demostra una interacció entre audició i visió en la percepció de la parla. La il·lusió es produeix quan el component auditiu d’un so es combina amb el component visual d’un altre so, donant lloc a la percepció d’un tercer so. La informació visual que obté una persona de veure parlar a una persona canvia la manera de sentir el so. Si una persona obté informació auditiva de mala qualitat però té informació visual de bona qualitat, és probable que experimenti l'efecte McGurk. Les habilitats d’integració per a informació d’àudio i visual també poden influir si una persona experimentarà l'efecte. S'ha demostrat que les persones que són millors en la integració sensorial són més susceptibles a l'efecte. Moltes persones es veuen afectades de manera diferent per l'efecte McGurk basat en molts factors, inclosos el dany cerebral i altres trastorns.